# Academia Nepaleză
Academia Nepaleză, în trecut Academia Regală Nepaleză, este o instituție națională din Nepal pentru promovarea limbilor, literaturii, culturii, filozofiei și științelor sociale ale Nepalului. Academia comandă cercetări și își propune să promoveze efortul cultural și intelectual prin coordonarea activităților naționale și internaționale. În prezent, susținerea Bhupal Rai este cancelarul Academiei Nepaleze, iar Rabindra Timilsina se ocupă de secretariatul său.
În cursul secolului al XX-lea a început o mișcare pentru o academie culturală națională a Nepalului, personalități naționale solicitând înființarea acesteia, inclusiv poetul nepalez Laxmi Prasad Devkota. Academia a fost înființată în 1957 ca Academia Nepaleză de Literatură și Artă. Ulterior, a fost numită Academia Regală Nepaleză în urma adoptării legii Academiei Regale Nepaleze din 1974. După ce Nepalul a devenit Republică Federală Democratică în 2008, a fost redenumită Academia Nepaleză, prin dispoziția Legii Academiei Nepaleze din 2007 de către Parlamentul Nepalului.
Academia organizează anual Festivalul Național de Muzică Populară și Dans, Festivalul Cultural Național, o sărbătoare a lui Bhanu Jayanti pentru a-l comemora pe poetul Bhanubhakta Acharya, având loc spectacole de scenă și un concurs național de poezie.

## Gallery

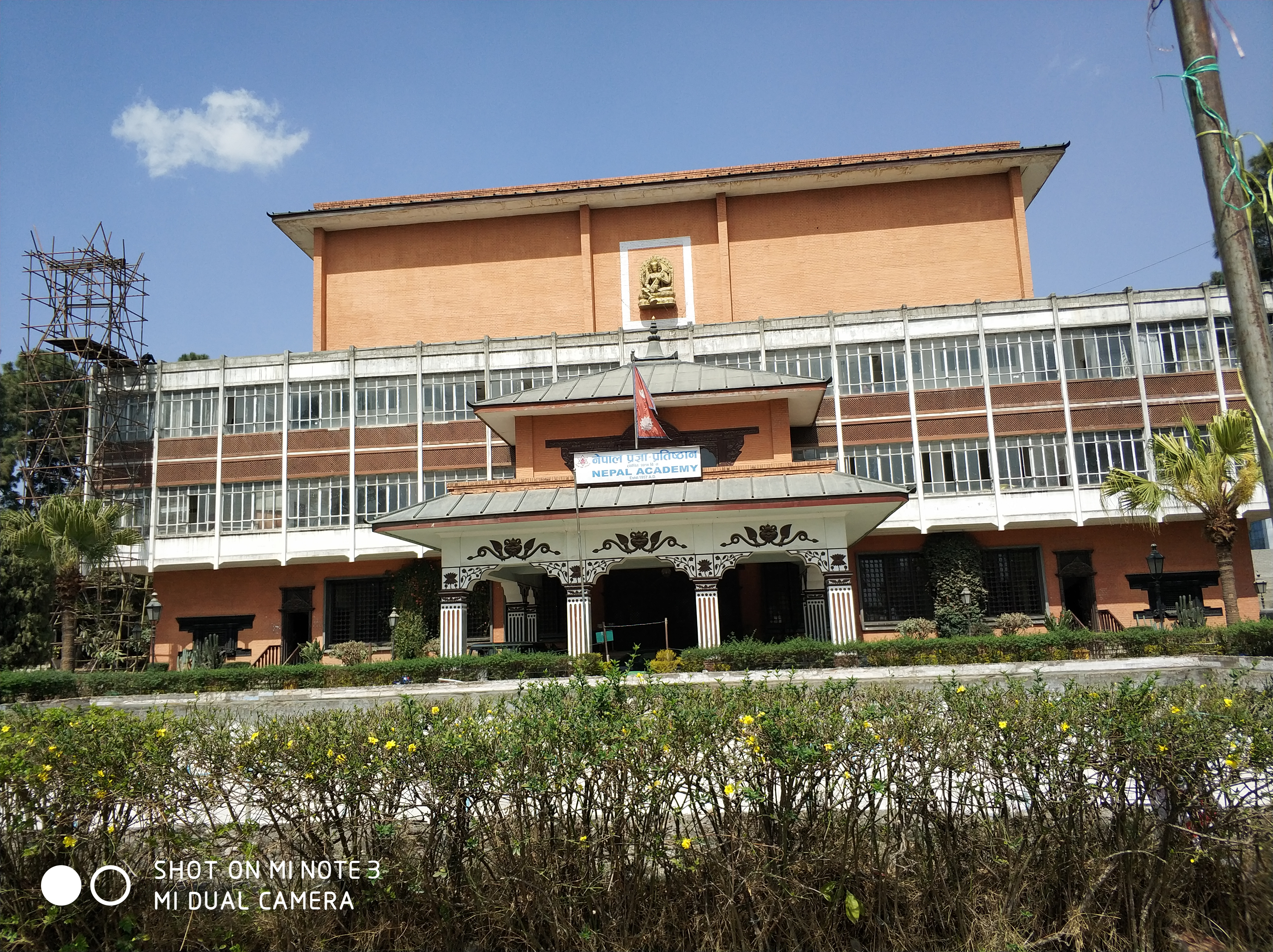
Clădirea Academiei Nepaleze Kamaladi Kathmandu
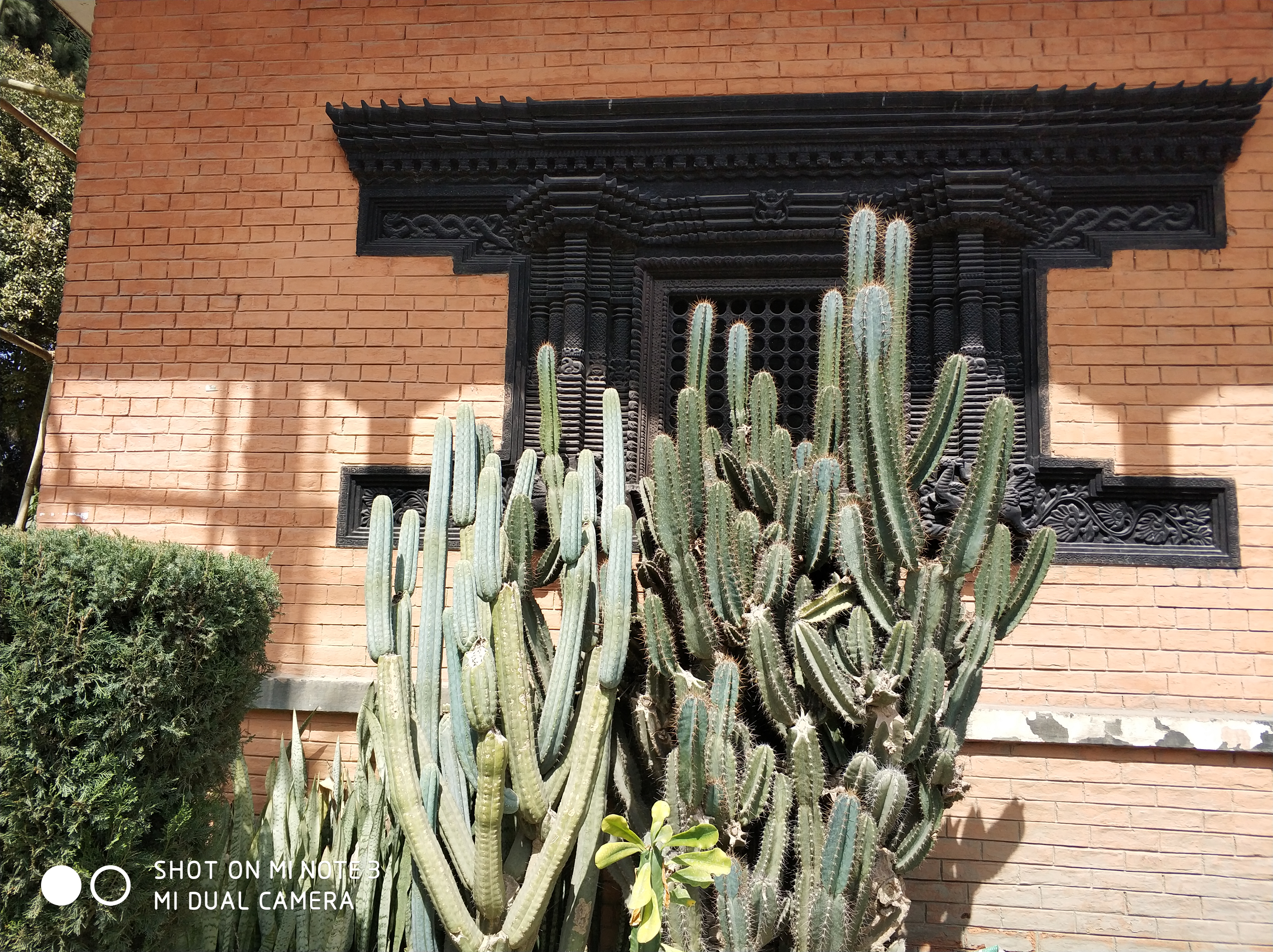
Cactus la Academia Nepaleze Kamaladi Kathmandu
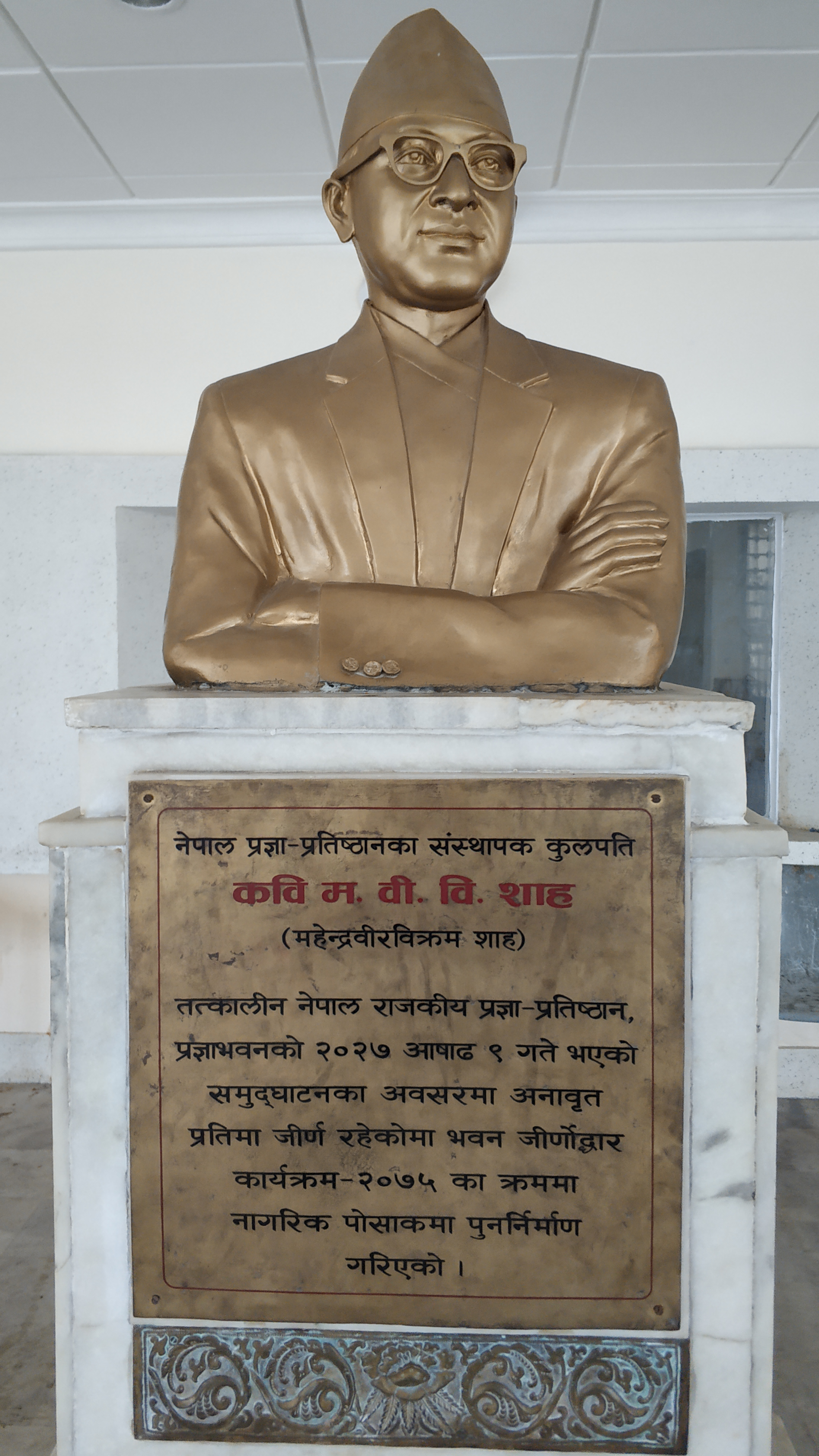
Statuia cancelarului fondator al Academiei Nepaleze poetul Ma. bi. bi shah
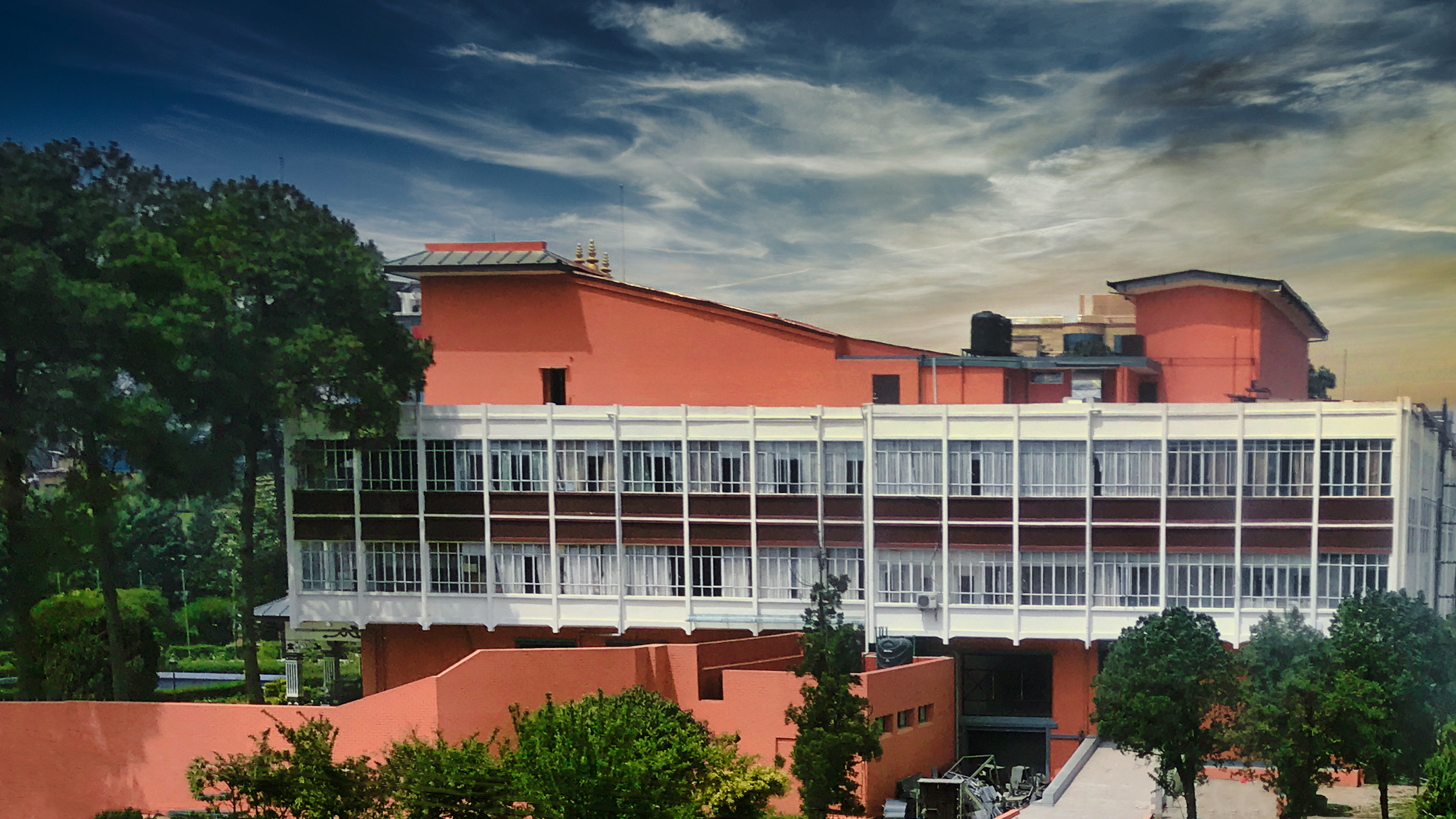
Academia Nepaleză, Kathmandu